# 贝尼苏韦夫省
貝尼蘇韋夫省（阿拉伯语：محافظة بني سويف），是埃及的一個省，位于該國中北部，尼羅河在本省流過。首府为貝尼蘇韋夫。面积1,322平方公里，人口2,290,527人（2006年统计）。

## 外部連結
- 官方網頁（页面存档备份，存于）（阿拉伯文）